# Necrobusiness
Necrobusiness – szwedzki film dokumentalny z 2008 roku.
Film powstał w koprodukcji z TVP1. W 2008 roku był nominowany do głównej nagrody na XXI Festiwalu Filmów Dokumentalnych w Amsterdamie (IDFA International Documentary Film Festival Amsterdam). Laureat I Nagrody na Festiwalu Filmów Dokumentalnych "Tempo” w Sztokholmie.
W Polsce premiera filmu "Necrobusiness" została wstrzymana.

## Fabuła
Film dokumentalny o aferze „łowców skór” w Łodzi.

## Ekipa
- Reżyseria: Fredrik von Krusenstjerna(inne języki), Richard Solarz
- Scenariusz: Fredrik von Krusenstjerna(inne języki)
- Zdjęcia: Richard Solarz, Sebastian Blenkov, Artur Fratczak, Jan Röed
- Montaż:Richard Solarz, Michał Leszczyłowski, Fredrik von Krusenstjerna(inne języki)
- Muzyka: Julius Hjort
- Producent: Fredrik von Krusenstjerna(inne języki)
- Wystąpili: Witold Skrzydlewski, Monika Sieradzka, Włodzimierz Sumera, Maria Tomalska, Jacek Tomalski, Tomasz Selder

## Nagrody filmowe
- 2008: I Nagroda Festiwal Filmów Dokumentalnych "Tempo” Sztokholm[4][5]